# باشانا تسخادادزي
باشانا تسخادادزي هو لاعب كرة قدم جورجي في مركز الهجوم، ولد في 23 أكتوبر 1987 في تبليسي في جورجيا. شارك مع منتخب جورجيا لكرة القدم. أما مع النوادي، فقد لعب مع ميلسامي أورهي ونادي تسخينفالي ونادي سيوني بولنيسي ونادي فلامورتاري فلوره ونادي كشله وويت جورجيا.

## وصلات خارجية
- باشانا تسخادادزي على موقع قاعدة بيانات كرة القدم.إي يو (الإنجليزية)
- باشانا تسخادادزي على موقع ناشيونال فوتبول تيمز (الإنجليزية)
- باشانا تسخادادزي على موقع Soccerway.com (الإنجليزية)